# Villas Fundadores Fraccionamiento
Villas Fundadores Fraccionamiento är en ort i Mexiko.   Den ligger i kommunen San Juan del Río och delstaten Querétaro Arteaga, i den sydöstra delen av landet, 130 km nordväst om huvudstaden Mexico City. Villas Fundadores Fraccionamiento ligger 2 054 meter över havet och antalet invånare är 1 956.
Terrängen runt Villas Fundadores Fraccionamiento är kuperad norrut, men söderut är den platt. Runt Villas Fundadores Fraccionamiento är det ganska tätbefolkat, med 160 invånare per kvadratkilometer. Närmaste större samhälle är San Juan del Río, 9,1 km väster om Villas Fundadores Fraccionamiento. Trakten runt Villas Fundadores Fraccionamiento består i huvudsak av gräsmarker.